# Escuintla (Guatemala)
Escuintla é uma cidade da Guatemala do departamento de Escuintla. É a capital do departamento.